# Castello di Roppolo
Il castello di Roppolo è un antico castello situato presso Roppolo in Piemonte.

## Storia
La particolare posizione strategica del sito in cui sorge il castello aveva fatto sì che già nel III secolo d.C. vi fosse sorta una fortificazione, in seguito utilizzata come basamento dell'attuale edificio.

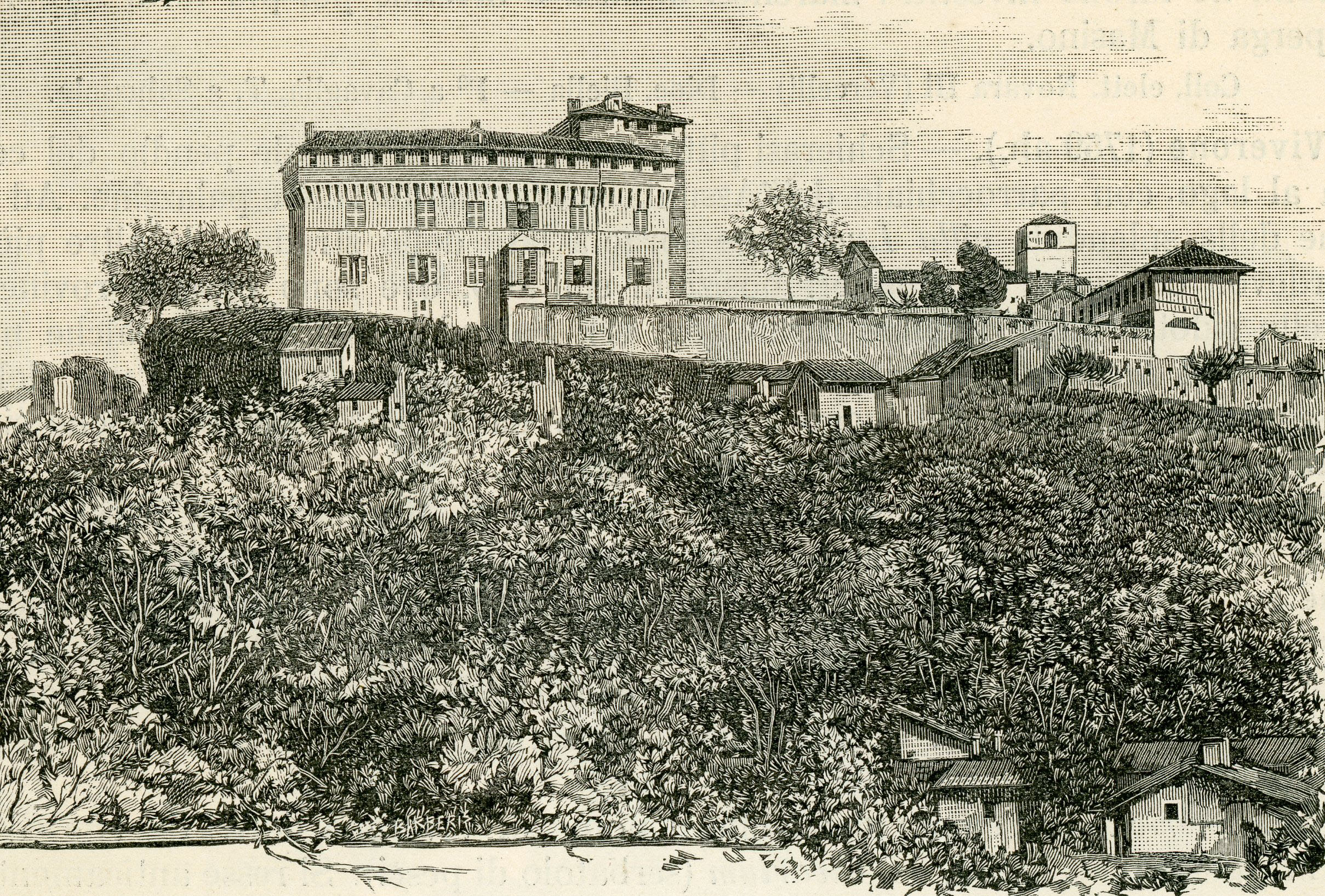
Il castello in una xilografia del 1890 di Giuseppe Barberis

Dopo essere appartenuto a diversi nobili della zona, nel 1225 il castello divenne proprietà dei conti Bichieri, una potente e ricca famiglia di Vercelli, i quali trasformarono l'ormai fatiscente fortificazione collinare in un vero e proprio castello medioevale, che si dimostrò molto utile alla famiglia durante le lotte fra guelfi e ghibellini.
Il castello, così come il vicino borgo, passò poi in mano ai  Visconti nel 1315, i quali iniziarono a usarlo come dimora signorile. In seguito, come per la vicina Viverone e altri borghi vercellesi, il territorio roppolese fu barbaramente conquistato dal condottiero Facino Cane, al soldo del Marchesato del Monferrato.
Roppolo, tornato sotto i Savoia nel 1427, divenne quindi signoria dei conti Valperga. La storia del castello si lega quindi a un singolare episodio: nel 1459, dopo aver perso una disputa contro il rivale Ludovico Valperga di Masino, un tal cavalier Bernardo di Mazzè venne posto in un'armatura e murato vivo nel castello. La veridicità della vicenda sarebbe confermata dal ritrovamento, durante opere di restauro compiute nel XX secolo, dei resti di un uomo in armatura dietro a una parete. Il fatto fece sì che la famiglia Valperga di Caluso-Masino venisse condannata a restituire il castello e il territorio roppolese ai Savoia. Ne nacque una lunga causa, che si prolungò sino al 1630, anno in cui il ramo dei Caluso-Masino si estinse e i Savoia tornarono pienamente in possesso del castello e del borgo.
Nel 1632 il castello divenne presidio di Tomaso di Savoia contro le invasioni francesi. Ma, quando questi ultimi si allearono coi gli stessi sabaudi nel 1640, Roppolo fu ceduta ai marchesi Guido Villa di Cigliano e Giandomenico Doria di Ciriè. Tuttavia, nel 1730, alcuni discendenti dei Valperga riemersi dalla storia, pretesero - e ottennero - nuovamente la proprietà di borgo e castello.
Secoli dopo, nel 1837, la casata dei Valperga, ormai decaduta, vendette il castello a Ignazio Anselmi, un ricco possidente, che ristrutturò il castello trasformando il maniero medievale in un elegante residenza di campagna, aspetto sotto il quale ci è oggi pervenuto. Questi, a sua volta, in epoca risorgimentale, cedette la proprietà al senatore e generale Gustavo Mazè de la Roche; in seguito il castello passò alla famiglia Chio e, in tempi più recenti, ai Gruner.
I successivi proprietari, i Moransengo, trasformarono negli anni 1980 l'edificio in una struttura alberghiera. In questo periodo l'edificio ospitò anche l'Enoteca Regionale della Serra, poi trasferita altrove nel 2015. Dopo un periodo di chiusura al pubblico, nel 2015 il castello fu acquistato dalla famiglia Saletta che lo riaprì alla cittadinanza nel maggio del 2018.